# 课本剧
课本剧多出现于学校中，是一种主要以学校教科书中的课文为题材的戏剧，戏剧剧本通常与教科书内的课文类似。课本剧常被学校用来帮助学生更好地理解课文、丰富学生的学习生活。